# Associazione Calcio Perugia 1988-1989
Questa voce raccoglie le informazioni riguardanti l'Associazione Calcio Perugia nelle competizioni ufficiali della stagione 1988-1989.

## Stagione
Il Perugia neopromosso in Serie C1 disputò nella stagione 1988-1989 un tranquillo campionato di metà classifica, concluso all'ottavo posto finale del girone B. Fu breve l'avventura nella Coppa Italia di Serie C dove, dopo aver superato la fase a gironi vincendo i derby umbri contro Gubbio e Ternana, i biancorossi vennero eliminati ai sedicesimi di finale dal Lanciano.

I grifoni ospitano la Salernitana sul finire del campionato

Nella squadra allenata per il terzo anno consecutivo da Mario Colautti, si distinsero come nell'annata precedente i giovani Angelo Di Livio e Fabrizio Ravanelli; quest'ultimo, reduce dal titolo di capocannoniere nel precedente campionato di Serie C2, confermò anche in C1 le sue doti realizzative chiudendo il torneo con 13 reti che gli valsero il secondo posto nella classifica marcatori del girone, a due lunghezze dal capocannoniere Marcello Prima del Giarre.

## Divise e sponsor
Nella stagione 1988-1989 il Perugia vestì uniformi realizzate dal fornitore tecnico TAN Sport; sponsor di maglia era invece Flymax.
La squadra sfoggiò come divisa casalinga una classica maglia rossa impreziosita da un colletto bianco con scollo a V, decorato a sua volta da righe rosse a contrasto; erano inoltre presenti bordini delle maniche anch'essi colorati e decorati allo stesso modo. I pantaloncini erano completamente bianchi, così come i calzettoni colorati di un rosso uniforme. La seconda casacca riprendeva lo stesso stile, declinato a tinte inverse. Sul petto, all'altezza del cuore, era presente il tradizionale grifone rampante.
| Casa | Trasferta |

## Organigramma societario
Area direttiva
- Presidente: Luciano Ghirga
- Segretario: Nando Montegiove

Area tecnica
- Direttore sportivo: Pietro Aggradi
- Allenatore: Mario Colautti

## Rosa
| N. |                   | Ruolo | Calciatore         |
| -- | ----------------- | ----- | ------------------ |
|    | Italia (bandiera) | A     | Fabio Barboni      |
|    | Italia (bandiera) | D     | Sandro Baù         |
|    | Italia (bandiera) | C     | Maurizio Benedetti |
|    | Italia (bandiera) | D     | Damiano Bettinelli |
|    | Italia (bandiera) | C     | Fabrizio Catelli   |
|    | Italia (bandiera) | D     | Paolo Colautti     |
|    | Italia (bandiera) | C     | Angelo Di Livio    |
|    | Italia (bandiera) | P     | Paolo Fabbri       |
|    | Italia (bandiera) | D     | Fabio Ferri        |
|    | Italia (bandiera) | D     | Cristiano Fino     |
|    | Italia (bandiera) | D     | Stefano Garuti     |
|    | Italia (bandiera) | D     | Massimo Gregori    |

| N. |                   | Ruolo | Calciatore                 |
| -- | ----------------- | ----- | -------------------------- |
|    | Italia (bandiera) | C     | Tiziano Manfrin (capitano) |
|    | Italia (bandiera) | D     | Maurizio Mencaroni         |
|    | Italia (bandiera) | D     | Fabrizio Nofri Onofri      |
|    | Italia (bandiera) | A     | Giovanni Pagliari (II)     |
|    | Italia (bandiera) |       | Pennacchi                  |
|    | Italia (bandiera) | C     | Federico Perugini (II)     |
|    | Italia (bandiera) | C     | Roberto Rambaudi           |
|    | Italia (bandiera) | A     | Fabrizio Ravanelli         |
|    | Italia (bandiera) | D     | Fulvio Rondini             |
|    | Italia (bandiera) | D     | Pier Antonio Torroni       |
|    | Italia (bandiera) | C     | Carlo Valentini            |
|    | Italia (bandiera) | P     | Graziano Vinti             |

## Risultati

### Campionato

#### Girone di andata
| 11 settembre 1988 1ª giornata | Casertana | 2 – 1 | Perugia |  |

| 18 settembre 1988 2ª giornata | Perugia | 0 – 0 | Vis Pesaro |  |

| 25 settembre 1988 3ª giornata | Francavilla | 0 – 0 | Perugia |  |

| 2 ottobre 1988 4ª giornata | Perugia | 0 – 0 | Torres |  |

| 9 ottobre 1988 5ª giornata | Ischia Isolaverde | 1 – 3 | Perugia |  |

| 16 ottobre 1988 6ª giornata | Perugia | 0 – 0 | Campobasso |  |

| 23 ottobre 1988 7ª giornata | Foggia | 1 – 0 | Perugia |  |

| 30 ottobre 1988 8ª giornata | Perugia | 2 – 1 | Frosinone |  |

| 6 novembre 1988 9ª giornata | Brindisi | 1 – 1 | Perugia |  |

| 13 novembre 1988 10ª giornata | Catania | 0 – 1 | Perugia |  |

| 20 novembre 1988 11ª giornata | Perugia | 1 – 0 | Monopoli |  |

| 27 novembre 1988 12ª giornata | Salernitana | 1 – 0 | Perugia |  |

| 4 dicembre 1988 13ª giornata | Perugia | 4 – 0 | Casarano |  |

| 11 dicembre 1988 14ª giornata | Cagliari | 2 – 1 | Perugia |  |

| 18 dicembre 1988 15ª giornata | Perugia | 0 – 0 | Palermo |  |

| 31 dicembre 1988 16ª giornata | Rimini | 1 – 1 | Perugia |  |

| 7 gennaio 1989 17ª giornata | Perugia | 0 – 0 | Giarre |  |

#### Girone di ritorno
| 15 gennaio 1989 18ª giornata | Perugia | 1 – 0 | Casertana |  |

| 22 gennaio 1989 19ª giornata | Vis Pesaro | 1 – 3 | Perugia |  |

| 5 febbraio 1989 20ª giornata | Perugia | 3 – 0 | Francavilla |  |

| 12 febbraio 1989 21ª giornata | Torres | 1 – 0 | Perugia |  |

| 19 febbraio 1989 22ª giornata | Perugia | 3 – 1 | Ischia Isolaverde |  |

| 5 marzo 1989 23ª giornata | Campobasso | 1 – 0 | Perugia |  |

| 12 marzo 1989 24ª giornata | Perugia | 1 – 1 | Foggia |  |

| 19 marzo 1989 25ª giornata | Frosinone | 0 – 1 | Perugia |  |

| 25 marzo 1989 26ª giornata | Perugia | 0 – 2 | Brindisi |  |

| 9 aprile 1989 27ª giornata | Perugia | 0 – 0 | Catania |  |

| 16 aprile 1989 28ª giornata | Monopoli | 2 – 0 | Perugia |  |

| 23 aprile 1989 29ª giornata | Perugia | 1 – 1 | Salernitana |  |

| 30 aprile 1989 30ª giornata | Casarano | 2 – 1 | Perugia |  |

| 14 maggio 1989 31ª giornata | Perugia | 2 – 0 | Cagliari |  |

| 21 maggio 1989 32ª giornata | Palermo | 2 – 0 | Perugia |  |

| 28 maggio 1989 33ª giornata | Perugia | 2 – 1 | Rimini |  |

| 4 giugno 1989 34ª giornata | Giarre | 0 – 0 | Perugia |  |